# Hari Hari
La ville d' Hari Hari est une petite localité rurale du sud-ouest de la région de la West Coast, située dans l’Île du Sud de la Nouvelle-Zélande.

## Situation
Située à peu de distance à l’intérieur des terres par rapport à la Mer de Tasman et du lagon de Saltwater (en), la ville est positionnée entre le fleuve Wanganui et la rivière Poerua, à 45 minutes au sud de la ville touristique de Hokitika.
La State Highway 6 passe à travers la ville sur son chemin pour aller de la ville de Ross au glacier François-Joseph.
Greymouth, la plus grosse ville du District du Westland, est à 110 km et Hokitika est à 70 km au nord-est.
Ross est à 46 km vers le nord-est, et la ville de Franz Josef / Waiau est à 32 km au sud-ouest ,.

## Population
La population de Hari Hari et de ses environs est de 348 habitants selon le recensement de 2006 en Nouvelle-Zealand (en)), inchangée par rapport à 2001.

## Activité économique
La société Inter-Wanganui Co-op a ouvert une laiterie à Hari Hari en 1908 mais elle est maintenant en ruine.
Hari Hari fut auparavant une ville importante pour l’exploitation forestière et le tramway de campagne (tramway de bush (en)) fut utilisé pour transporter le bois d’œuvre que l’on pouvait trouver dans la région.
Aujourd’hui, la forêt dans cette zone est protégée et les activités populaires dans la zone d’Hari Hari comprennent surtout la randonnée dans le bush, l’observation des oiseaux et la pêche à la truite et au saumon.

## Evènements
Le principal événement qui a rendu célèbre Hari Hari est survenu le 7 janvier 1931, lorsque Guy Menzies (en), aviateur venant d’ Australie, atterrit à l'envers dans un marais près de la ville de Hari Hari, réalisant ainsi le premier vol en solo à travers la Mer de Tasman.
Parti de Sydney 11 heures et 45 minutes plus tôt, Menzies se dirigeait vers Blenheim mais a été dévié de sa course et a pris un marécage pour un pâturage plat propice pour un atterrissage.
Malgré l’accident, il n'a pas été blessé.
Le 7 janvier 2006, les célébrations du 75e anniversaire de l'exploit ont eu lieu à Hari Hari devant environ 400 personnes.
Pour marquer l’occasion, Dick Smith (en) a recréé le vol de Guy Menzies, mais il a choisi d'atterrir à l'endroit à Hari Hari.

## Toponymie
Le nom vient d’un terme maori, Te Aka Maori signifiant « to take/carry joy » où comme une légende locale le suggère, « come together in unison » venant d’un chant maori de pagayage en canoë.
La ville fut nommée en 1908 quand un bureau de poste fut nécessaire pour le centre-ville.
Le bureau de poste d’Hari Hari était dirigé par le maître de poste Hende.
Avant cela, Hari Hari s'appelait Hende's Ferry, d’après la famille Hende, les premiers colons européens de la région.
Dans les années récentes, Hari Hari a été de plus en plus citée comme s’écrivant Harihari ce qui en langage Maori signifie ambulance.
Mais aucun processus officiel statutaire n’est intervenu pour que cette orthographe ne prévale.

## Controverse sur le changement des noms locaux
De nombreux résidents locaux sont contrariés par le nombre croissant de sites web et de documents officiels faisant référence à Hari Hari avec l'écriture Harihari.
L'ensemble de la communauté insiste sur le fait qu’elle n'a pas été informée et consultée et s'oppose contre ce changement progressif et officieux.
Certains s'activent pour que le nom de leur ville reste le même et ont fait appel au Département des Affaires Maori pour dénoncer l'altération d'un nom de lieu traditionnel Māori.
Les panneaux de signalisation autour de Hari Hari indiquent toujours Hari Hari, mais un panneau d'indication de distance nouvellement placé à Whataroa indique le nom Harihari.
Le département d'information sur les terres en Nouvelle-Zélande (Land Information New Zealand) a déclaré qu'il n'y a aucune trace du "Hari Hari Post Office" et insiste sur le fait que le nom « accepté » est Harihari.
Il affirme également que des topographes qui ont arpenté la région dans les années passées ont utilisé le nom abrégé.
Les habitants disent que c'est discutable et faux.
Si c'est vrai, c'est soit par méconnaissance du nom de Hari Hari ou soit que l’expert géomètre a gagné du temps en abrégeant le nom de la ville.
Il en résulte une confusion, et les organisations gouvernementales officielles comme le font les sites Internet du monde entier, tel que Google Earth,qui n’utilisent pas le vrai nom de la ville.
Gerald Arthur du Land Information New Zealand et du New Zealand Geographic Board ou Nga Pou Taunaha o Aotearoa a déclaré que « la forme acceptée pour le nom de la ville », bien qu’il affirme aussi que « le nom d’[Harihari] n’a pas été soumis au processus statutaire du New Zealand Geographic Board » "[citation nécessaire].

## Éducation
La South Westland Area School est une école mixte, allant de l’année 1 à 15, avec un effectif de 111 élèves.
L’école a une classe satellite à l’école de la petite ville Franz Josef / Waiau.
Il y a aussi une dépendance de l’Université de Canterbury, nommée «The Green Elephant»